# Beglik Taš
Beglik Taš (bulharsky Беглик Таш, turecky Beylik Taşı) je prehistorická kamenná svatyně nacházející se na pobřeží Černého moře v Bulharsku, několik kilometrů severně od města Primorsko. Často je lokalita nazývaná jako bulharské Stonehenge. V době železné ji znovu využívaly thrácké kmeny.
Na konci 19. století vytvořil česko-bulharský historik a archeolog Karel Škorpil první vědeckou zprávu o svatyni, která byla tehdy známá jako Apostol Taš. V roce 2002 zahájili bulharští archeologové vykopávky pod dohledem Tsonie Drazheva.

## Etymologie
Význam Beglik Taš pravděpodobně souvisí s „beglik“, což je daň z ovcí vybíraná osmanskými úřady až do roku 1913, a tureckým slovem pro popis oblasti z velkých kamenů, „taşlar“.

## Popis
Většina megalitů nese stopy opracování pro účely thráckých rituálů. Jsou zde také pozůstatky labyrintu, kterým mohou návštěvníci projít. Thrácké sluneční hodiny jsou tvořeny obrovskými kameny. Je zde také 150tunový kámen, který spočívá na zemi pouze na dvou místech, a jeskyně ve tvaru lůna.
Archeologové našli keramické artefakty ze starší doby železné, starověku a středověku, stejně jako uměle vyrobený kamenný oltář na konci přírodní jeskyně což dokazuje, že byl využíván jako místo uctívání. Každý den v poledne proniká úzkým vchodem do jeskyně paprsek slunečního světla a promítá se na zadní stranu jeskyně. Podle bulharského archeologa Alexandera Fola měly některé z thráckých děložních jeskyní tu vlastnost, že propouštěly sluneční světlo pouze v určitou denní dobu, což je přirozený jev, který Thrákové považovali za akty symbolického oplodnění zemského lůna, nebo Bohyně Matky slunečním falusem boha Slunce.
Místo je muzeem pod širým nebem spravované archeologickým muzeem v Burgasu. Ročně jej navštíví 40 000 turistů. Beglik Taš se nachází v blízkosti dvou dalších thráckých nalezišť: města Ranuli a pevnosti Pharmakida.

## Galerie

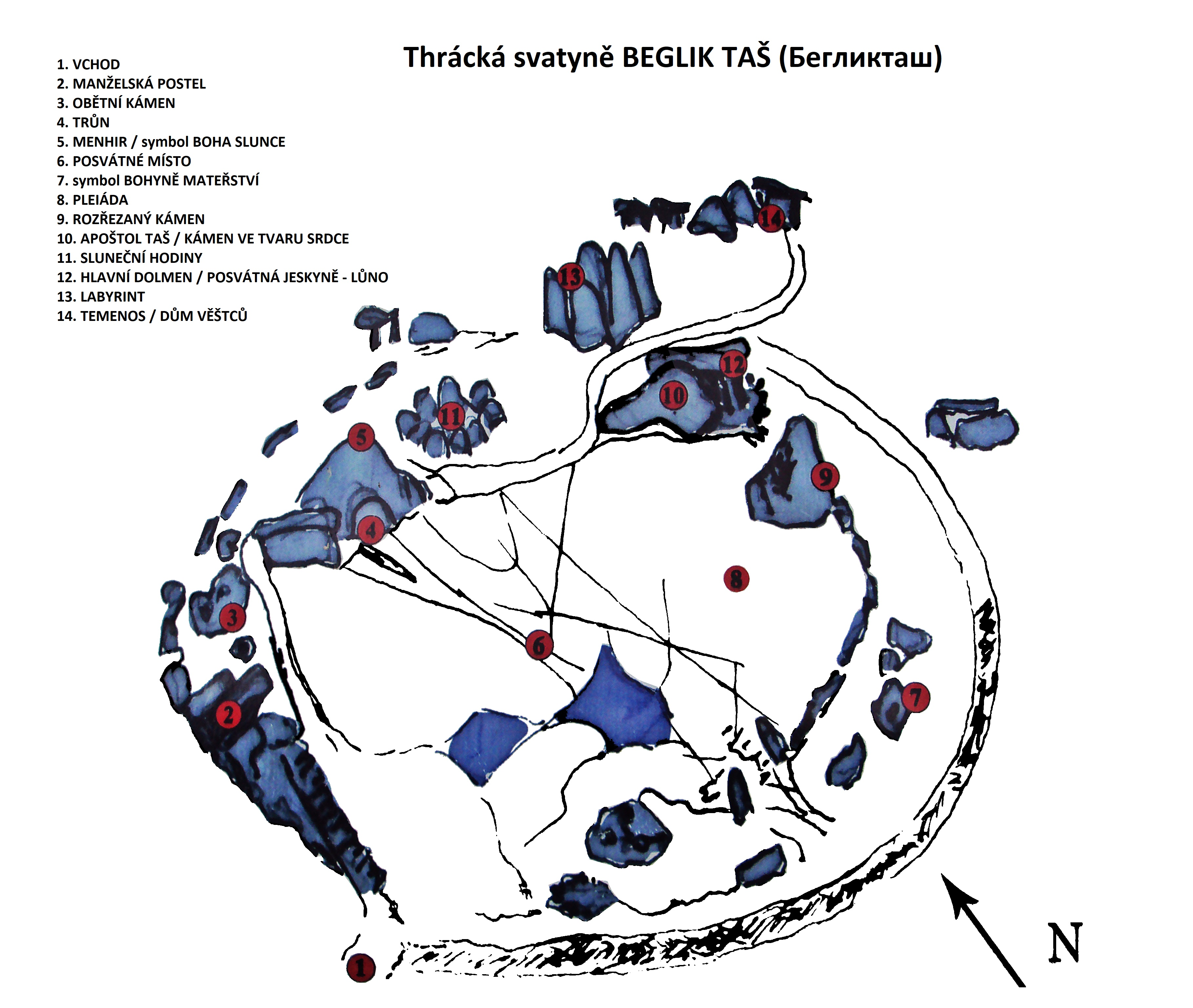
mapa lokality
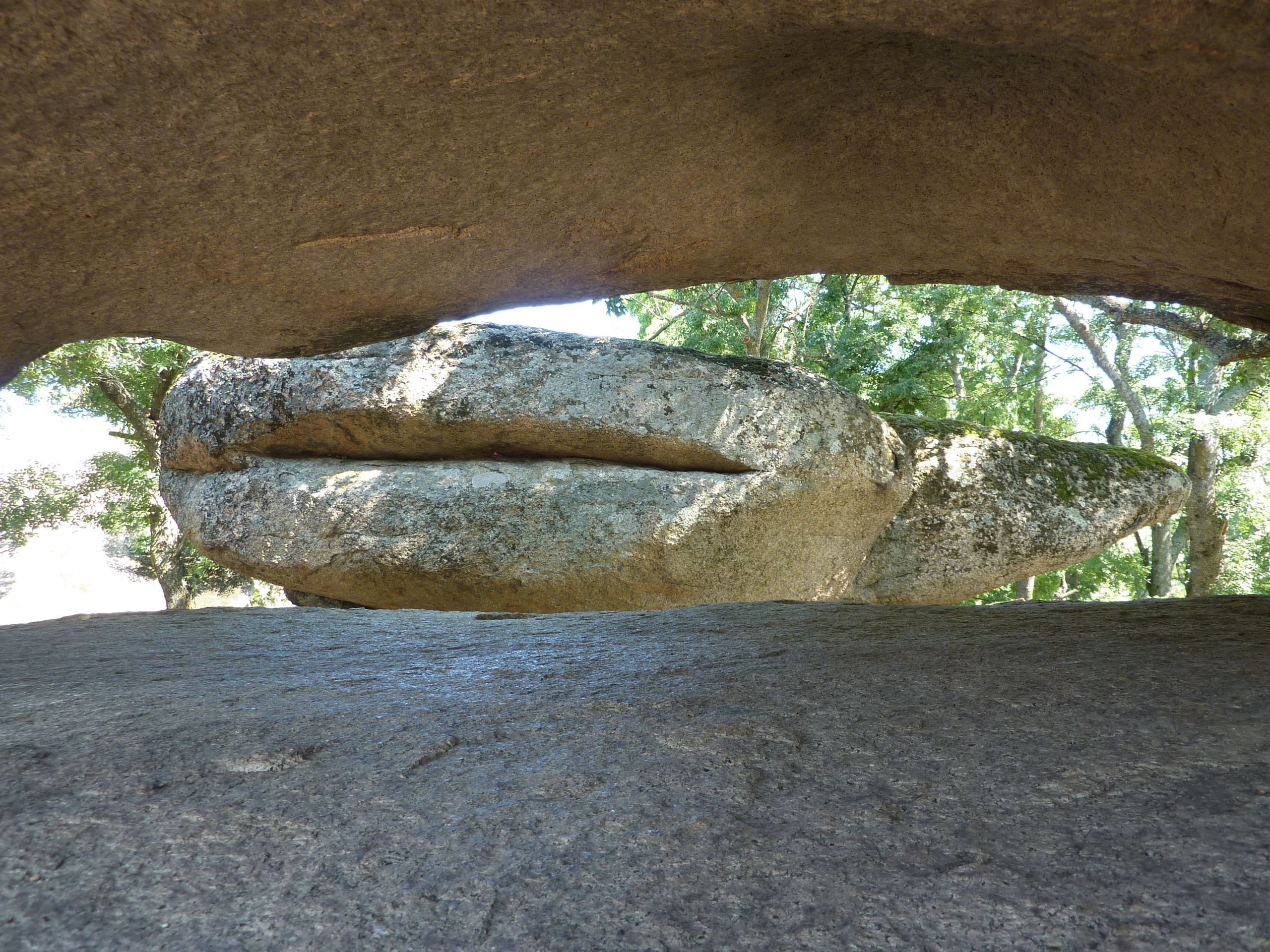
Část komplexu
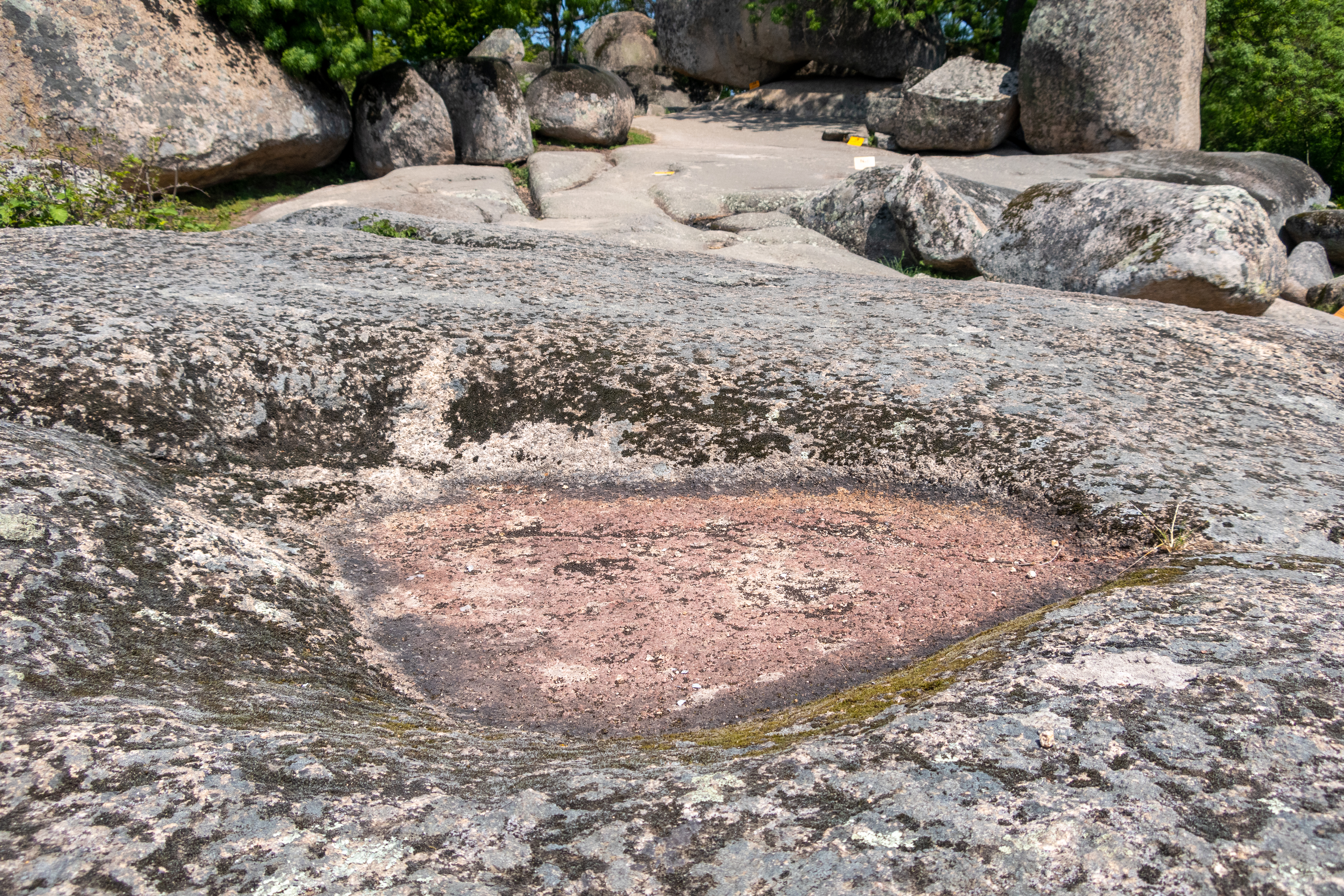
kameny
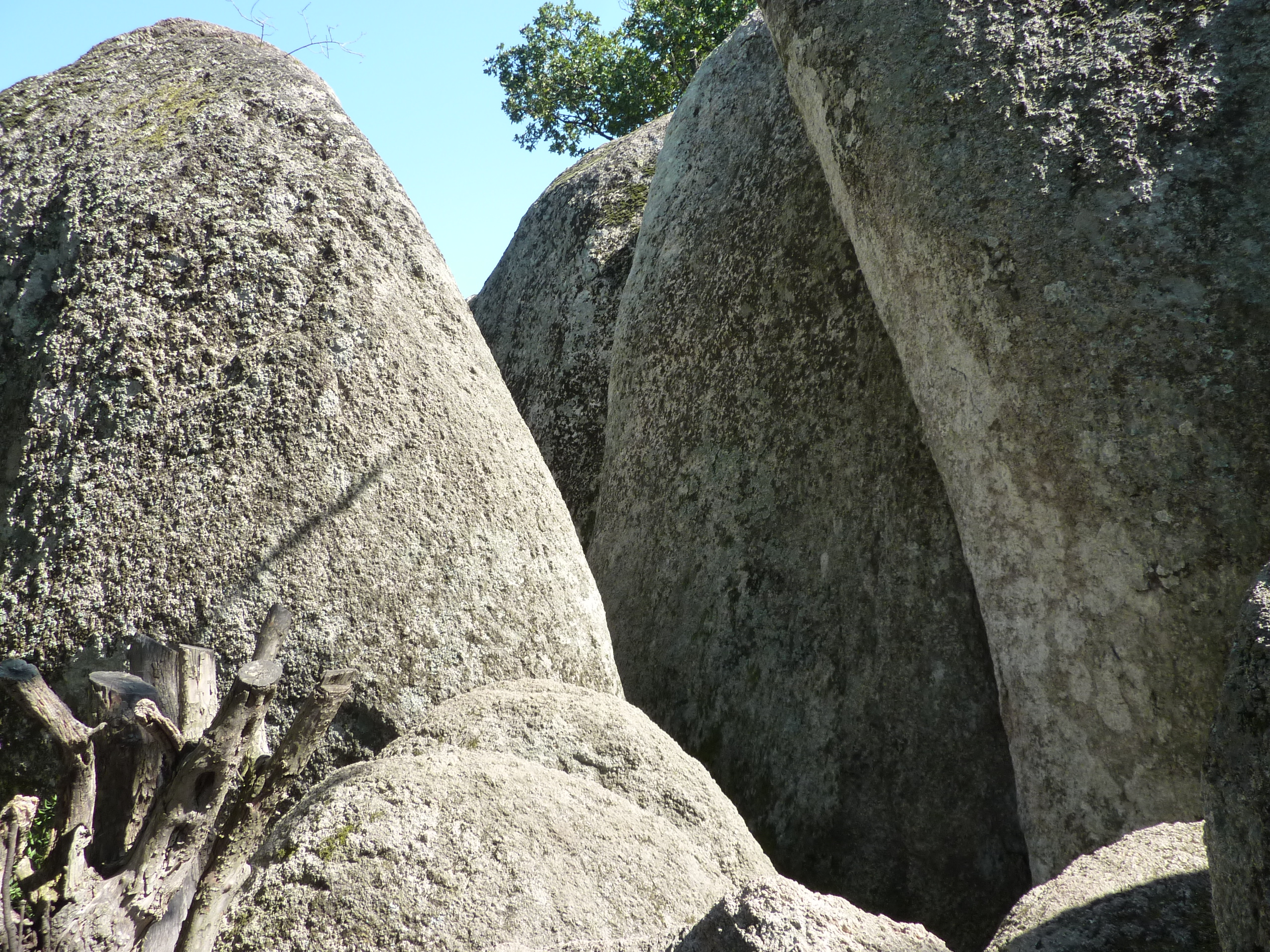
kameny